# Ersättningsmark
Ersättningsmark kallas sådan mark som erhålls av det offentliga som ersättning för mark som en skogsbrukare avsätter för naturskäl. I Sverige har bland annat det statliga bolaget Ersättningsmark i Sverige AB fungerat för att administrera sådant.